# Mazda CX-30
La Mazda CX-30 è un crossover SUV compatto prodotto dal 2019 dalla casa automobilistica giapponese Mazda.

## Descrizione
Basata sulla stessa piattaforma della quarta generazione della Mazda 3, ha esordito per la prima volta al salone di Ginevra del 2019. Dimensionalmente, la CX-30 si inserisce tra la CX-3 e la CX-5. Il nome CX-30 è stato scelto per evitare confusione con un altro veicolo prodotto per il solo mercato cinese, la CX-4.
Nel 2019 in Italia debutta con 4 motori: 2 Skyactiv-G, uno Skyactiv-D e il nuovo Skyactiv-X. Tutte le motorizzazioni possono essere accoppiate con cambio automatico e con trazione integrale AWD.
Sempre nello stesso anno vince il premio Volante d'Oro nella categoria Compact SUV.
Nel 2021 la gamma di motori cambia, sparisce il motore diesel e lo Skyactiv-X viene sostituito dal nuovo e-Skyactiv X.

## Motorizzazioni
Per quanto riguarda le motorizzazioni era disponibile il 2.0 mild hybrid a benzina Skyactive-G con potenza da 122cv e 150cv, successivamente affiancato dal nuovo motore con tecnologia Skyactive-X da 186cv. Da inizio 2025 è stato aggiunto un nuovo motore 2.5 mild hybrid sempre con tecnologia Skyactive-G da 140cv, mentre sono usciti di scena i motori 2.0 da 122 e 150 cv.
| Nome                    | Alimentazione      | Cilindrata cm³ | Potenza massima | Consumi    | Omologazione | Emissioni | 0-100 | Velocità max (Km/h) |
| Skyactiv-G 122          | Benzina - aspirato | 1998           | 90 kW - 122 CV  | 6,2l/100km | Euro 6d      | 116g/km   | 10,6  | 186                 |
| Skyactiv-G 150          | Benzina - aspirato | 1998           | 110 kW - 149 CV | 6,2l/100km | Euro 6d      | 116g/km   | 8,8   | 198                 |
| Skyactiv-D              | Gasolio - turbo    | 1759           | 85 kW - 116 CV  | 5,1l/100km | Euro 6d      | 116g/km   | 10,3  | 183                 |
| Skyactiv-X (2019-2021)  | Benzina - aspirato | 1998           | 132 kW - 179 CV | 5,9l/100km | Euro 6d      | 105g/km   | 8,5   | 204                 |
| e-Skyactiv X (dal 2021) | Benzina - aspirato | 1998           | 137 kW - 186CV  | 5,6l/100km | Euro 6       | 127g/km   | 8,3   | 204                 |